# Cherry Vanilla
Cherry Vanilla, nome d'arte di Kathleen Dorritie (New York, 16 ottobre 1943), è una cantautrice, attrice, scrittrice e addetta stampa statunitense.
Dopo essersi messa in luce come attrice a teatro, fu per qualche anno addetta stampa per David Bowie. Divenuta un sex symbol, ebbe una certa notorietà come cantautrice punk e tornò quindi ad essere addetta stampa per Vangelis. Nel corso della carriera, ha scritto libri ed articoli per diversi giornali e riviste. Aprì inoltre uno dei primi telefoni erotici degli Stati Uniti d'America.

## Biografia

### Inizi
Nata nel quartiere di Woodside, a New York, Cherry Vanilla negli anni sessanta fu produttrice di spot pubblicitari in radio e in TV e DJ in club di Manhattan e della Costa Azzurra. Negli anni settanta divenne una tra le più note groupie americane, intrecciando rapporti con diversi famosi musicisti di rock and roll prima di diventare una stella del teatro underground.

### Attrice con Andy Warhol
Fu protagonista nelle commedie dirette da Tony Ingrassia del trasgressivo Theatre of the Ridicolous, interpretando un'infermiera necrofila in World: the Birth of a Nation e soprattutto recitando in Pork, sessualmente disinibita commedia scritta da Andy Warhol che infranse i tabù di quel periodo. Nella rappresentazione vi erano esplitice scene di masturbazione, nudo integrale, simulata coprofagia e altre perversioni. Vanilla era la scatenata protagonista Amanda Pork, che arrivava ad iniettare a sé stessa e altri personaggi massicce dosi di anfetamina.
Dopo le prime rappresentazioni nell'estate del 1971 a New York, che ebbero un'accoglienza favorevole dalla critica, Pork si trasferì a Londra per accompagnare una mostra personale di Warhol nella capitale britannica. Gli spettacoli si tennero dall'agosto 1971 al teatro The Roundhouse e subito infiammarono il pubblico e la stampa locale, che si divisero tra chi considerava la commedia una rivoluzionaria opera d'arte e chi una cosa degradante.

### Collaborazione con Bowie
Nel periodo in cui recitava a Londra, la commedia attrasse l'attenzione di David Bowie e sia Vanilla che altri interpreti furono contattati per collaborare con il musicista. La loro influenza ebbe un ruolo importante nel costruire nei primi anni settanta la nuova provocante immagine glam di Bowie e del suo alter ego, l'androgino Ziggy Stardust. La prima volta che lo incontrarono, gli attori di Pork furono delusi per l'aspetto da vecchio hippy del cantante, che a quel tempo stava cercando di liberarsi dell'etichetta di folk-singer, e lo schernirono. Bowie fu affascinato dal sex appeal, dal senso dell'umorismo e dalla grande immaginazione di Vanilla e i due ebbero per un periodo una relazione extra-coniugale, una delle molte di Bowie nel periodo newyorkese. Quando nel 1972 il manager di Bowie Tony Defries fondò la MainMan, azienda che avrebbe gestito la carriera di Bowie, a Vanilla fu affidato il ruolo di addetta stampa per gli Stati Uniti, realizzando diversi spot pubblicitari per la TV e la radio; nel periodo in cui collaborò con l'artista inglese, la Vanilla si rivelò particolarmente oscena nei suoi interventi in pubblico e fu oggetto di critiche.
Tra i vari incarichi che le vennero affidati tra il 1973 ed il 1975, vi fu la corrispondenza sulla rivista Annabelle tra Bowie e i propri ammiratori, ai quali scrisse facendo finta di essere il cantante. Nel 2002 avrebbe pubblicato in lingua francese i suoi contributi per Annabelle nel libro Les Papiers De Ziggy Stardust - Le vrai-faux journal de David Bowie, tradotto in italiano nel 2007 in Ziggy's Papers - David Bowie: lettere ai fan 1973-1975. Nel periodo di collaborazione con Bowie, Vanilla continuò la carriera teatrale, esibendosi anche a New York e Berlino.
Bowie e la moglie Angela incoraggiarono le sue doti artistiche; allo Springfield Rock Festival in Missouri, dedicato alla musica di Bowie, Angela convinse Vanilla a fornire i propri testi a una delle band presenti. Nel 1974 la coppia pubblicizzò Pop Tart Compositions di Vanilla, un'antologia di poesie e foto erotiche che avrebbe ispirato il libro Sex, in cui Madonna descrive le proprie fantasie sessuali. L'anno dopo, il progetto di Bowie di produrre l'album discografico di esordio di Vanilla sfumò, ma i brani furono utilizzati quando Vanilla formò il gruppo Staten Island Band, con il quale cominciò la carriera di cantante esibendosi al locale Max's Kansas City di New York.

### Cantante punk
Ebbe inizialmente successo anche nella nuova carriera musicale, nel 1976 il suo Shake Your Ashes fu uno dei brani più interessanti della prima raccolta dei Live at Max's. A fine anno si trasferì a Londra, dove con Wayne County e Johnny Thunders formò la prima ondata di bande statunitensi coinvolte nell'emergente scena punk rock. Fu per un periodo ospite fisso al Roxy Club, esibendosi con Gordon Sting Sumner, Stewart Copeland e Henry Padovani, un trio che avrebbe in quel periodo fondato The Police. Nel 1977 firmò un contratto con la americana RCA Records, che impose per il suo album di esordio una formazione di musicisti statunitensi, malgrado i Police avessero in programma di incidere con Vanilla.
Preceduto dal singolo The Punk/Foxy Bitch, il suo album d'esordio Bad Girl uscì agli inizi del 1978, una sottovalutata mistura di punk, rock e burlesque in cui la seducente voce di Vanilla è accompagnata da musica e testi, da lei scritti con frequenti riferimenti sessuali, abbastanza grezzi. Al pari del primo, anche il secondo album, Venus D'Vinyl del 1979, contiene spunti interessanti ma non ebbe successo nelle vendite.

### Altre attività
Delusa dall'esperienza, Vanilla rinunciò a continuare la carriera di cantante e tornò negli Stati Uniti d'America. Si spostò quindi a Porto Rico per collaborare con il suonatore di sintetizzatore Vangelis, per il quale fu la voce narrante nel brano Not A Bit - All Of It dell'album del 1980 See You Later. Il musicista greco contribuì a portare stabilità nella vita di Vanilla, che dopo l'esperienza europea stava passando un brutto periodo.
Nel 1985 fu l'autostoppista e cameriera nel concept album di Roger Waters The Pros and Cons of Hitch Hiking Nel 1988 recitò nel ruolo di sé stessa nel film-documentario Let's Get Lost - Perdiamoci, incentrato sulla vita di Chet Baker. Tornò a pubblicare un album nel 1993 con l'uscita di Blue Roses, attribuito a lei e a Man Parrish, in cui alterna la recitazione di proprie poesie a musica elettronica.
Negli anni novanta ha inoltre lavorato con il regista Tim Burton prima di fondare la Europa Entertainment, Inc., ufficio negli Stati Uniti di Vangelis che avrebbe chiuso nel 2014. Dopo 20 anni in cui i suoi album erano stati fuori catalogo, nel 2000 la Renaissance Records li pubblicò assieme su CD dal titolo Bad Girl & Venus D'Vinyl. Nel 2010 Vanilla ha pubblicato Lick Me, l'atteso libro autobiografico in cui svela inediti retroscena della sua carriera. In quel periodo si era trasferita a Palm Springs, dove ha continuato a seguire progetti cinematografici e musicali.

## Lavori teatrali
- World: the Birth of a Nation
- Pork

## Filmografia
- 1988 - Let's Get Lost - Perdiamoci

## Discografia

### Album
- 1978 - Bad Girl, RCA
- 1979 - Venus d'Vinyl, RCA
- 1993 - Blue Roses, Renaissance Records (con Man Parrish)

### Singoli
- 1977 - The Punk, RCA
- 1978 - Liverpool, RCA Victor
- 1979 - Moonlight, RCA
- 1991 - Fone Sex, Radikal (con Man Parrish)
- 1992 - Techno Sex, Radikal (con Man Parrish)

### Collaborazioni
- 1976 - un brano con la Staten Island Band in Max's Kansas City, AA.VV.
- 1980 - canto nel singolo My Love di Vangelis
- 1980 - canto in un brano di See You Later di Vangelis
- 1984 - parte parlata e manipolazione suono in un brano di The Pros and Cons of Hitch Hiking di Roger Waters
- 2007 - voce in un brano nell'edizione del 25º anniversario di Blade Runner di Vangelis

## Libri pubblicati
- 1974 - (EN)  Pop Tart Compositions Vanilla Paper, Inc., 1974, (no ISBN)
- 2002 - (FR) Les Papiers De Ziggy Stardust - Le vrai-faux journal de David Bowie, Hachette Litteratures, 2002, ISBN 2-01-235675-3.
- 2007 -  Ziggy's Papers - David Bowie: lettere ai fan 1973-1975, traduzione di M. Moretti, No Reply, 2007, ISBN 978-88-89155-20-2. (edizione italiana di Les Papiers De Ziggy Stardust - Le vrai-faux journal de David Bowie)
- 2010 - (EN) Lick Me: How I Became Cherry Vanilla, Chicago Review Press, 2010, ISBN 1-55652-943-0.